# 克氏星衫魚
克氏星衫魚（学名：Astronesthes kreffti）为輻鰭魚綱巨口鱼目巨口鱼科的其中一種。分布于全球三大洋海域，為深海魚類，棲息深度0-805公尺，體長可達24.6公分。

## 扩展阅读
維基物種上的相關：克氏星衫魚